# Лудвиг Нобел
Лудвиг Имануел Нобел (Стокхолм, 27. јул 1831 — Кан, 12. април 1888) је био шведско-руски инжењер, истакнути бизнисмен и хуманитарац. Један од најистакнутијих чланова породице Нобел, био је син Имануела Нобела (такође пионира инжењерства) и Андриете Нобел, и старији брат Алфреда Нобела (оснивача Нобелове награде). Са својим братом Робертом водио је Бранобел, нафтну компанију у Бакуу, у Азербејџану, која је у једном тренутку производила 50% светске нафте. Он је заслужан за стварање руске нафтне индустрије. Лудвиг Нобел је изградио највеће богатство од све браће Нобел и био је један од најбогатијих људи на свету. После бољшевичке револуције, комунисти су конфисковали огромно богатство породице Нобел у Русији.

## Младост
Нобел је рођен у Стокхолму. У 28. години, повериоци његовог оца дали су му техничко управљање породичним предузећем, Fonderies et Ateliers Mécaniques Nobel Fils, фабриком за производњу ратне опреме као што су мине и парне машине. Компанија је била суочена са финансијским потешкоћама од краја Кримског рата 1856. године због озбиљног смањења војног буџета који је наредио нови цар Александар II, да би коначно, 1862. године, повериоци продали фирму.
Уз нешто новца које је успео да уштеди, Лудвиг је отворио нову фирму, Фабрику машина Лудвиг Нобел. У почетку производећи чауре од ливеног гвожђа, фабрика је за неколико година постала један од највећих произвођача лафета у Русији.

## Рани успех у Русији
Док је водио фабрику у Санкт Петербургу, Лудвиг је добио велики уговор за производњу пушака за руску владу и требало му је дрво за кундаке. Послао је свог најстаријег брата Роберта Нобела 1873. да набави орахово дрво у региону Кавказа у јужној Русији. Без консултације са братом, Роберт је потрошио 25.000 рубаља које му је Лудвиг поверио за куповину дрвета и уместо тога купио малу рафинерију у Бакуу. Лудвиг је Роберту послао додатна средства да инвестира у модернизацију и ефикасност рафинерије. До 1876. браћа Нобел су се етаблирала као најкомпетентнија рафинерија у Бакуу. Послали су прву пошиљку уља за осветљење у Санкт Петербург. Од 1879. Лудвиг је првобитно пословање претворио у акционарско друштво Бранобел, чији је био главни акционар и имао је као партнере своју браћу Роберта и Алфреда Нобела.

## Изуми
Лудвиг Нобел је измислио танкере за нафту, боље рафинерије, цевоводе. Пре 1880. Сједињене Државе су биле учитељ руским фирмама у већини аспеката нафтног пословања. Нобел је у неким аспектима заменио ову улогу. Бизнису са нафтом недостајало је техничко знање и научна методологија. Да би то исправио, Нобел је основао лабораторије за техничко хемијско истраживање у Бакуу. Ови истраживачки центри су били веома активни. Запослено је десетине научника који су пронашли начине за третирање нафте, развијали нове употребе нафте и развијали производе добијене од нафте.
Нобел је први експериментисао са транспортом нафте у расутом стању на баржама са једним трупом. Примарна брига је била да се терет и испарења држе далеко од машинске собе како би се избегли пожари. Остали изазови су укључивали омогућавање ширења и скупљања терета услед температурних промена и обезбеђивање методе за вентилацију резервоара. Први успешан нафтни танкер на свету био је Нобелов Зороастер. Дизајнирао је ово у Линдхолмен-Мотали у Шведској са Свеном Александром Алмквистом. Заједно су решили питање стављања нафте у труп брода, а да он не постане нестабилан, стављањем нафте у резервоаре. Уговор за његову изградњу потписан је јануара 1878. године, а први пут је кренуо касније те године од Бакуа до Астрахана. Дизајн је нашироко проучаван и копиран, а Нобел је одбио да патентира било који његов део. Октобра 1878. наручио је још два танкера истог дизајна: Буда и Норденскјолд. Први танк пароброд у Сједињеним Државама изграђен је према цртежима и прорачунима Нобела након његове смрти у Кану 1888. године.

## Хуманитарни рад
Нобел је био снажан хуманитарац и бизнисмен, пун идеја и визија. Увео је поделу добити и активно радио на побољшању услова рада у својим фабрикама. Његова хуманост и друштвени приступ били су јединствени за то време.  Године 1885. покренуо је задружну банку, sparkasse, за раднике. У Бакуу су изграђене друштвене просторије за раднике као што су трпезарије, собе за билијар, библиотеке и конференцијске сале у којима су се одржавали говори и дискусије. У близини његовог имања, Виле Петролеа, изграђено је неколико кућа за раднике. Компанија је донирала средства школама и водила болницу. Лудвиг и Роберт су направили велики парк, који још увек постоји, у делу "Црног града" Бакуа у близини Виле Петролеа.